# Naze (Belgique)
Pour les articles homonymes, voir Naze.
Naze est un hameau belge de la Région wallonne situé en province de Liège dans la commune de Stoumont.
Avant la fusion des communes, ce hameau faisait partie de la commune de Lorcé.

## Situation
Ce petit hameau ardennais se situe au confluent de l'Amblève et du ruisseau du Pouhon venant de Bru réputé pour sa source d'eau minérale. La route venant de Lorcé franchit l'Amblève par un pont avant de rejoindre la route nationale 633 qui va de Comblain-au-Pont à Trois-Ponts. 
Les quelques habitations du hameau se trouvent principalement dans la vallée du ruisseau de Pouhon en direction de Lorcé.

## Patrimoine
L'ancien moulin Mignolet, bâtiment classé, se situe en direction de Lorcé.

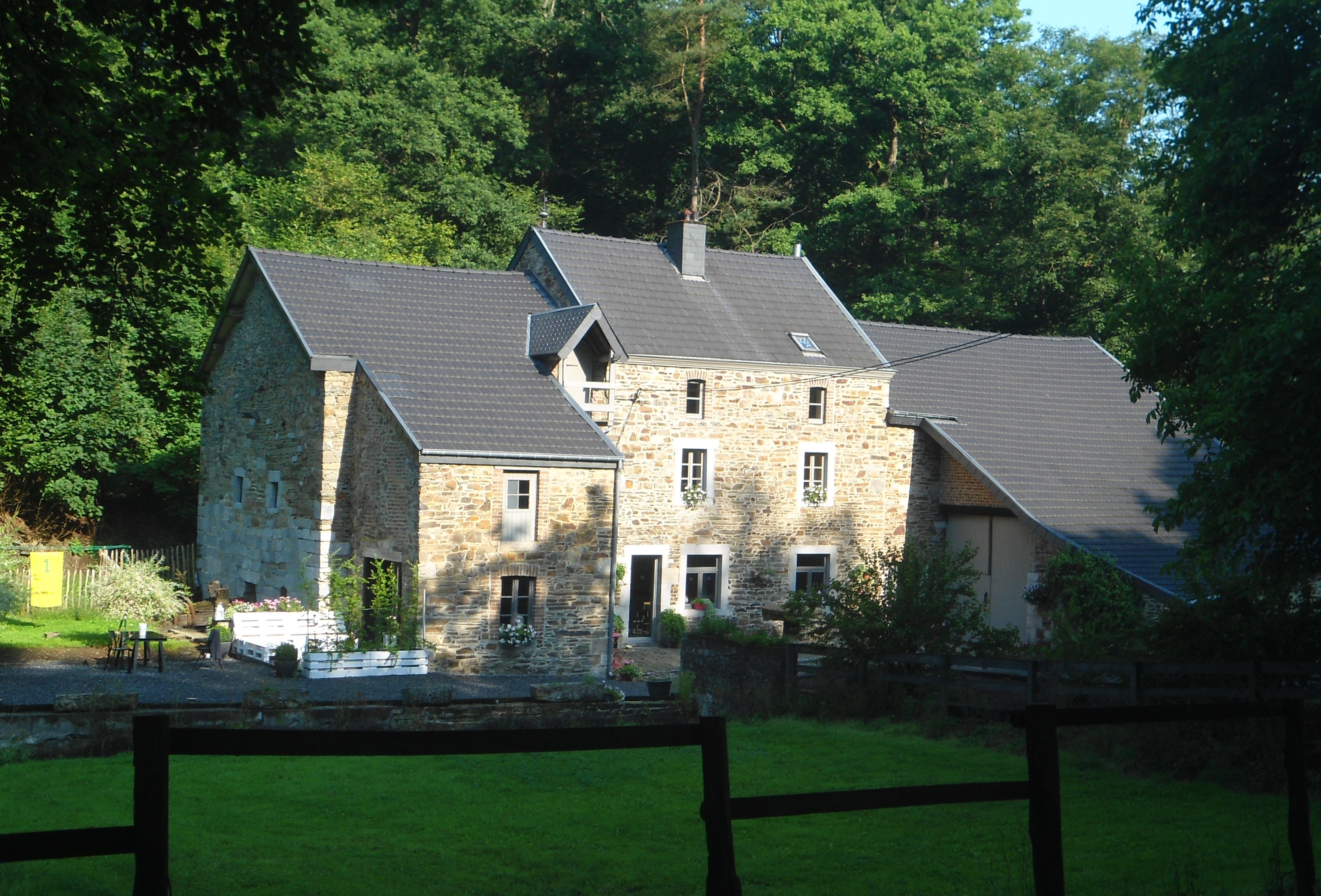
L'ancien moulin Mignolet